# Volta Trucks
Volta Trucks ist ein schwedisches Unternehmen, welches sich auf die Herstellung batterieelektrisch angetriebener Lastkraftwagen spezialisiert hat. Es hat Büros in Schweden, Frankreich und dem Vereinigten Königreich.

## Geschichte
Volta Trucks wurde im Jahr 2019 von Carl-Magnus Norden und Kjell Waloen mit dem Ziel der Herstellung emissionsfreier Lastkraftwagen gegründet. In zwei Finanzierungsrunden (2019 und 2021) erhielt das Unternehmen bisher 25 Millionen US-Dollar an Finanzierung. Der Prototyp Volta Zero wurde im September 2020 vorgestellt, die ersten Fahrzeuge sollten bis Ende 2021 an Kunden ausgeliefert werden. Die Batterien stammen von dem US-amerikanischen Batteriebushersteller Proterra. Bis 2025 sollen vier verschiedene Gewichtsklassen auf den Markt gebracht werden. Das Unternehmen möchte auch ein Finanzierungsmodell anbieten, bei dem Kunden die Fahrzeuge gegen eine monatliche Gebühr nutzen können.
Im September 2023 meldete Volta Trucks Probleme mit Lieferanten, insbesondere der Batterie. Am 17. Oktober 2023 hat Volta Trucks Insolvenz angemeldet. Im Dezember 2023 übernahm der Hedgefonds Luxor Capital Volta Trucks und gründete für diesen Zweck das Tochterunternehmen „Volta Commercial Vehicles Limited“.
Im April 2024 unterzeichnete Volta Trucks eine Vereinbarung mit Steyr Automotive über die Wiederaufnahme der Produktion ab Mai 2024.
Im Mai 2025 hat das Unternehmen erneut Insolvenzanträge gestellt.

## Modelle

### Volta Zero

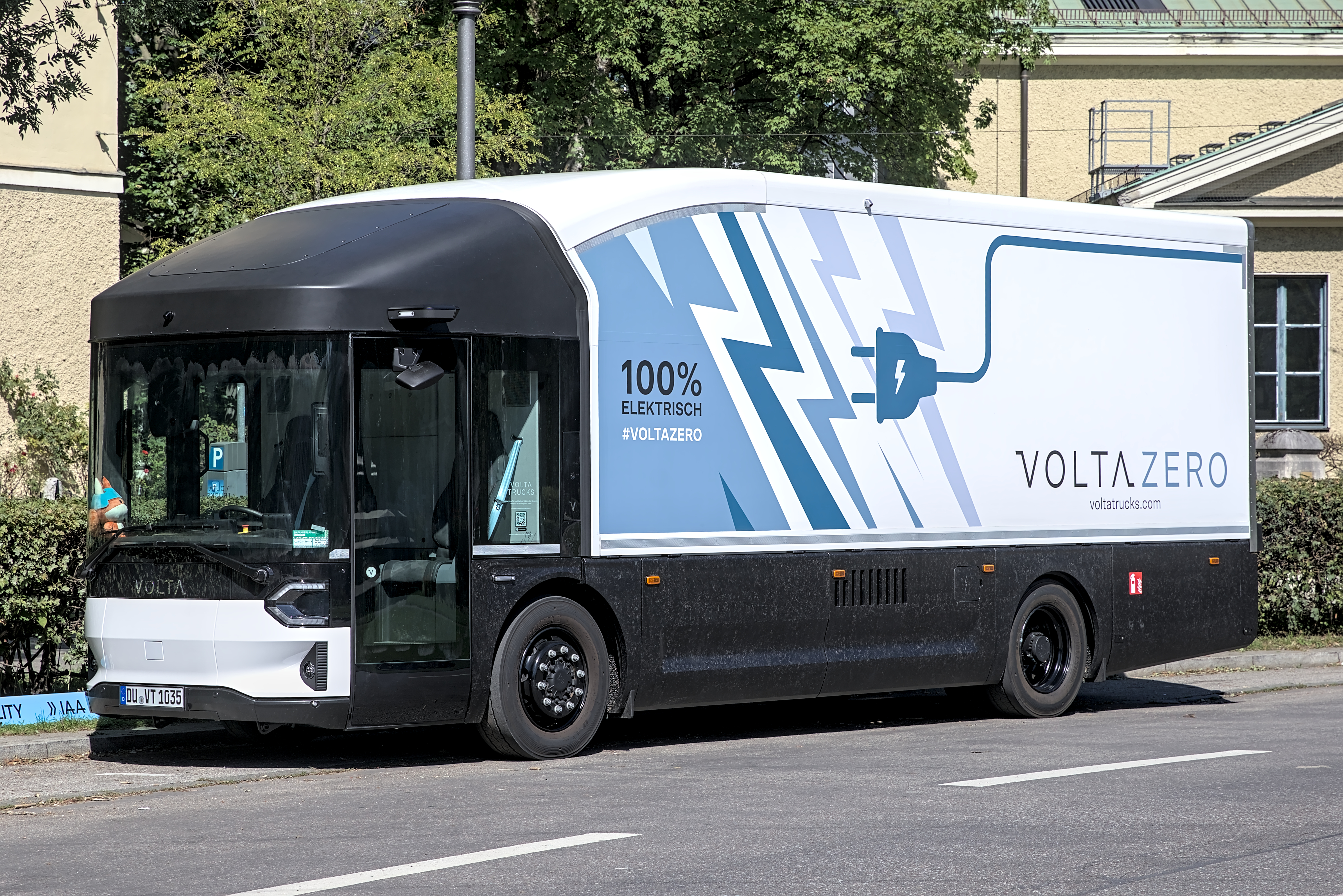
Volta Zero, IAA (2023)

Der Volta Zero ist das erste Modell des Unternehmens und wurde im Jahr 2020 vorgestellt. Laut Unternehmensangaben ist er das erste vollelektrische 16-Tonnen-Nutzfahrzeug der Welt, das speziell für die innerstädtische Güterverteilung entwickelt wurde. Er soll zudem einen besonders hohen Sicherheitsstandard erfüllen. Es soll eine Reichweite von 150 bis 200 km haben und in den Gewichtsklassen 7,5 Tonnen, 12, 16 und 18 t angeboten werden.
Volta Trucks plante (Stand Nov. 2021) von den vier verschieden großen Modellen bis 2025 jährlich mehr als 27.000 Stück zu produzieren. Die Produktion soll bei Steyr Automotive (vormals MAN), Österreich stattfinden. Im November 2021 wurde verkündet, dass DB Schenker knapp 1.500 Volta Zero bestellt hat. Eine erste Testphase auf öffentlichen Straßen wurde Ende September 2022 abgeschlossen. Im April 2023 liefen die ersten Volta Zero LKWs in Steyr vom Band.